# Велики јабучни мишић
Велики јабучни мишић (лат. musculus zygomaticus major) је парни мишић главе, који се пружа од спољашње стране одговарајуће јабучне кости ка унутра и наниже до дубоке стране коже у пределу угла усана. Он делимично улази и у састав кружног мишића усана.
Инервација му потиче од јабучних грана фацијалног живца, а дејство се огледа у повлачењу угла усана и горње усне навише и упоље, што чини у сарадњи са малим јабучним мишићем, мишићем смеха и сл. При обостраној контракцији он даје лицу насмејан израз, тако да се убраја и у мимичне мишиће.